# Деогарх (город, Одиша)
Деога́рх, также Дебага́рх (англ. Debagarh) — город в индийском штате Одиша. Административный центр округа Деогарх. Средняя высота над уровнем моря — 191 метр. По данным всеиндийской переписи 2001 года, в городе проживало 20 085 человек, из которых мужчины составляли 52 %, женщины — соответственно 48 %. Уровень грамотности взрослого населения составлял 67 % (при общеиндийском показателе 59,5 %). Уровень грамотности среди мужчин составлял 74 %, среди женщин — 59 %. 12 % населения было моложе 6 лет.